# Carbamoylgruppe

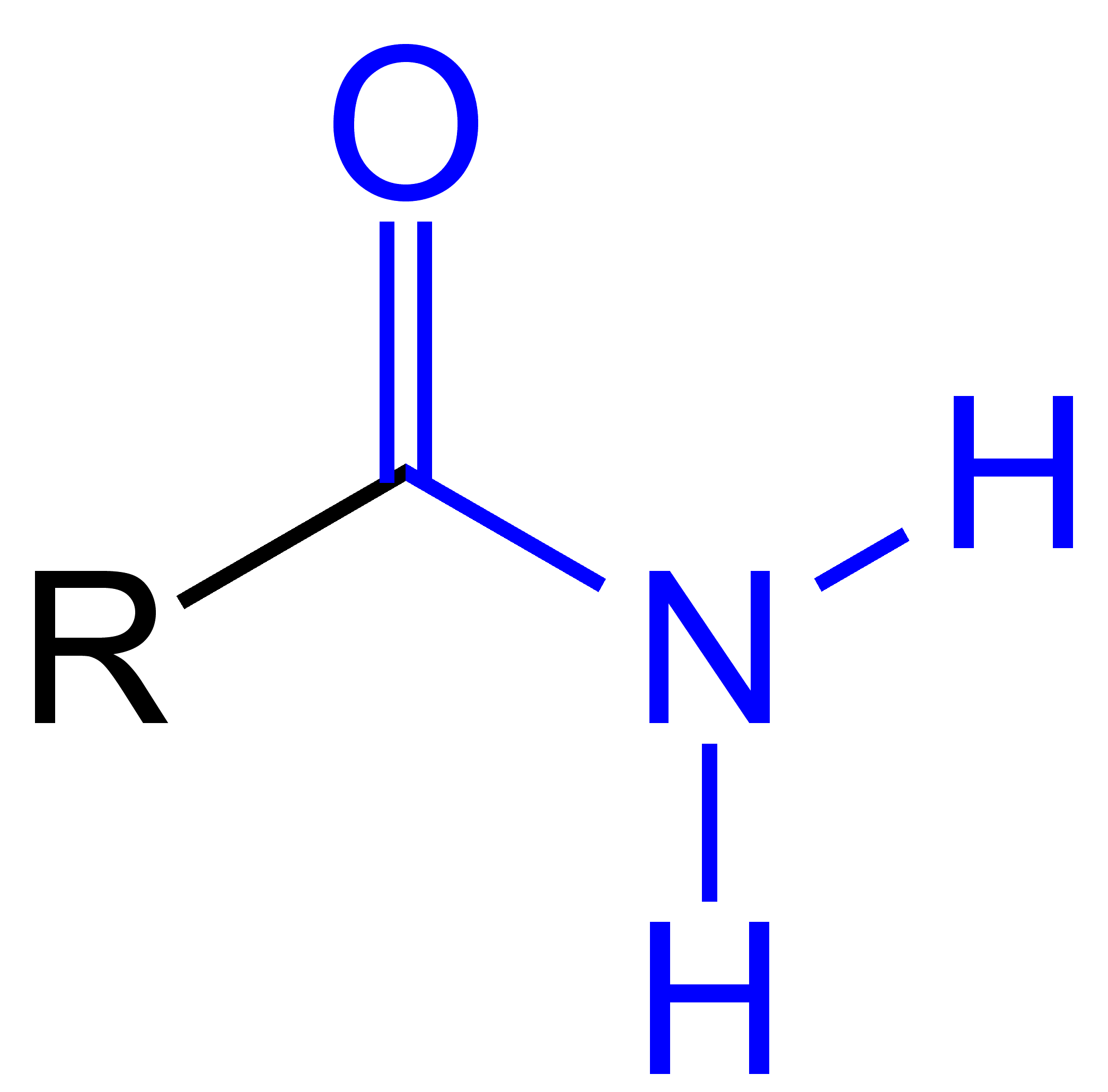
Amid mit der blau markierten Carbamoylgruppe.

Carbamoylgruppe ist in der Chemie eine Bezeichnung für die Atomgruppierung –CO–NH2 in systematischen Namen gemäß der IUPAC-Regel C-431.2.
Eine besondere strukturelle Eigenschaft derartiger Verbindungen ist die deutlich eingeschränkte Drehbarkeit der C–N-Bindung. Die C–N-Bindung ist durchschnittlich nur 132 pm lang, was auf einen Doppelbindungscharakter hinweist, der aus der Wechselwirkung des nichtbindenden Elektronenpaares des Stickstoffatoms mit der Carbonylgruppe resultiert.
Wegen der Delokalisierung des nichtbindenden Elektronenpaares vom Stickstoffatom in die Carbonylgruppe sind Carbamoyl-haltige Verbindungen nicht basisch, sondern mit  pKS-Werten um 15 sehr schwache Säuren.
In Peptiden wird die Carbamoylgruppe durch „Cbm–“ abgekürzt.

## Beispiele
- Carbamoylcarbamat und Biuret (Carbamoylharnstoff) enthalten zwei Carbamoylgruppen in einem Molekül.
- 1-Carbamoylguanidin
- 2-Carbamoylphenoxyessigsäure, ein Salbenbestandteil zur Oberflächenbehandlung von Gelenk- und Muskelrheumatismus, von Neuralgien und Ischias[3]
- Carbamoylphosphat

## Abgrenzung zu den Carbonsäureamiden
Essigsäureamid ist ein Carbonsäureamid (oft nur kurz „Amid“ genannt) und enthält eine Carbamoylgruppe. N-Methylessigsäureamid und N,N-Dimethylessigsäureamid zählen ebenfalls zu den Carbonsäureamiden, enthalten beide jedoch keine Carbamoylgruppe.